# Kliometrie

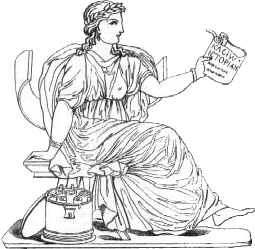
Klio

Kliometrie, auch New Economic History (dt. Neue Wirtschaftsgeschichte) oder Historical Economics (dt. Historische Volkswirtschaftslehre), ist eine Forschungsperspektive der Wirtschaftsgeschichte, die, fußend auf wirtschaftswissenschaftlicher Theorie, mit quantitativen Methoden versucht, wirtschaftshistorische Erkenntnisse zu gewinnen.
Die Bezeichnung Kliometrie ist eine Zusammensetzung aus dem Namen Clio für die Muse der Geschichtswissenschaft und dem Suffix -metrie („Maß, Maßstab“). Kliometrie bedeutet also sinngemäß ‚Kunst des Messens‘ und entstammt der New Economic History, deren ursprüngliche Vertreter in USA in den 1950er-Jahren ihren Forschungsansatz als Erneuerung der Wirtschaftsgeschichte verstanden, die sich von der mathematischen Reorientierung der Volkswirtschaftslehre bzw. der Wirtschaftstheorie abgewandt hatte.

## Forschungsgegenstand
Kliometrische Forschung erlaubt es, Modelle mit klaren Kausalzusammenhängen zu bilden. Durch die Veränderung einzelner Parameter oder der Beziehungen zwischen den Parametern ist es in der New Economic History auch relativ einfach, kontrafaktische Geschichtsforschung zu betreiben und verschiedene „mögliche“ Geschichtsverläufe durchzuspielen und zu vergleichen.

## Geschichte
Die Kliometrie entstand Ende der 1950er Jahre in den Vereinigten Staaten, wo sie im Verlauf der 1960er Jahre eine rasche Verbreitung fand. Auf dem europäischen Kontinent wurde sie erst im Lauf der siebziger Jahre verzögert angenommen, ist aber heute gut vertreten. Im angelsächsischen Raum spielt sie heute in der Wirtschaftsgeschichte eine bedeutendere Rolle. 
In West-Deutschland wurde dieser Ansatz insbesondere in den 1970er Jahren von Richard H. Tilly verbreitet, während in Ostdeutschland diese Rolle Thomas Kuczynski zufiel. Robert W. Fogel und Douglass North erhielten 1993 für ihre kliometrisch orientierten Arbeiten den Nobelpreis für Wirtschaftswissenschaften.
Gegenwärtig arbeiten die Forschungsgruppen um Jörg Baten, Lars Börner, Carsten Burhop, Davide Cantoni, Georg Fertig, Sibylle Lehmann-Hasemeyer, Ulrich Pfister, Moritz Schularick, Mark Spoerer, Jochen Streb, Ulrich Woitek und Nikolaus Wolf auf diesem Gebiet.

## Wissenschaftliche Gesellschaften
Um die Popularität dieses Forschungsansatzes zu steigern, wurden wissenschaftliche Gesellschaften gegründet:
- Association Française de Cliométrie
- Cliometric Society
- European Historical Economics Society

## Fachzeitschriften
- Explorations in entrepreneurial history, 1948/1949 – 6.1968/1969; fortgesetzt als: Explorations in Economic History, seit 1969/1970, ISSN 0014-4983.
- European Review of Economic History, seit 1997, ISSN 1361-4916.
- Cliometrica. Journal of Historical Economics and Econometric History, seit 2007, ISSN 1863-2505.

## Belege
1. ↑  Claude Diebolt, Michael J. Haupert: Handbook of cliometrics. Heidelberg 2016, ISBN 978-3-642-40406-1.
2. ↑  R. W. Fogel: The New Economic History.: I. ITS FINDINGS AND METHODS. In: The Economic History Review. Band 19, Nr. 3, Dezember 1966, ISSN 0013-0117, S. 642–656, doi:10.1111/j.1468-0289.1966.tb00994.x (wiley.com [abgerufen am 8. März 2023]).
3. ↑  Helmut Schmidt Prize Lecture 2009. 29. Oktober 2013, abgerufen am 8. März 2023.
4. ↑  The Sveriges Riksbank Prize in Economic Sciences in Memory of Alfred Nobel 1993. Abgerufen am 8. März 2023 (amerikanisches Englisch).